# Wate
Wate is een geslacht van kevers uit de familie van de loopkevers (Carabidae). De wetenschappelijke naam van het geslacht is voor het eerst geldig gepubliceerd in 1929 door Liebke.

## Soorten
Het geslacht Wate is monotypisch en omvat slechts de volgende soort:
- Wate longinus Liebke, 1928